# Fransèches
Fransèches  é uma comuna francesa na região administrativa da Nova Aquitânia, no departamento de Creuse. Estende-se por uma área de 18,29 km². Em 2010 a comuna tinha 234 habitantes (densidade: 12,8 hab./km²).